# Anatomía animal

Esqueleto de un ratón

La anatomía animal es la ciencia que estudia el número, estructura, tamaño, forma y relaciones de las diferentes partes internas y externas de los animales
Dentro del contexto que recoge la medicina veterinaria y la zootecnia, es importante tener en cuenta la anatomía de los equinos, como animal base de estudio en todas las escuelas del mundo. 
Septimus Sisson, James Daniels Grossman y Robert Getty, con su libro Anatomía de los Animales Domésticos, han hecho importantes aportes en esta materia, la cual es fundamental para la orientación de los futuros profesionales en esta área, especialmente los dedicados a la cirugía de grandes especies y al estudio de los equinos, como factor de desarrollo en todas las actividades del ser humano.
Hoy en día 
, en América del Sur, Europa y Estados Unidos, la anatomía veterinaria es una materia básica de la licenciatura en veterinaria, y toma como modelo de estudio el perro, animal mayoritario en la práctica de los veterinarios clínicos, del cual además existen muchos y muy amplios tratados como por ejemplo las varias ediciones de la anatomía del perro de Miller y Evans.
La anatomía comparada estudia diversas especies. La anatomía veterinaria (parte de la anatomía animal) es una anatomía comparada de los animales domésticos. Ésta comprende evidentemente las aplicaciones profesionales, que necesitan una exposición precisa de las diferencias específicas y de importantes consideraciones de la topografía. La fuente bibliográfica más completa referente a la Anatomía Veterinaria se encuentra en los libros publicados por el profesor Robert Barone, en el caso del perro en la obra Anatomy of the Dog de Evans. El profesor Barone ha publicado (aparte de cientos de artículos científicos de elevado nivel) los siguientes libros:
Anatomie comparée des mammifères domestiques:
- Tome 1: Ostéologie Anatomie comparée des mammifères domestiques.
- Tome 2: Arthrologie et myologie 4ème édition Anatomie comparée des mammifères domestiques.
- Tome 3: Splanchnologie I Anatomie comparée des mammifères domestiques.
- Tome 4: Splanchnologie II 3ème édition Anatomie comparée des mammifères domestiques.
- Tome 5: Angiologie Anatomie comparée des mammifères domestiques
- Tome 6 : neurologie I système nerveux central
- Tomo 7 :Neurologie II, Système nerveux périphérique, glandes endocrines, esthésiologie

## Subdivisiones
- Anatomía de los peces
- Anatomía de los anfibios
- Anatomía de los reptiles
- Anatomía de las aves
- Anatomía de mamíferos
- Anatomía de los invertebrados
- Anatomía de los artrópodos

## Imágenes adicionales

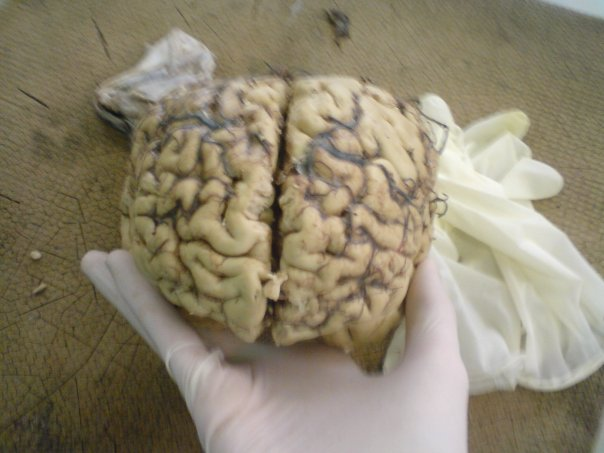
Cerebro de vaca preparado para la disección
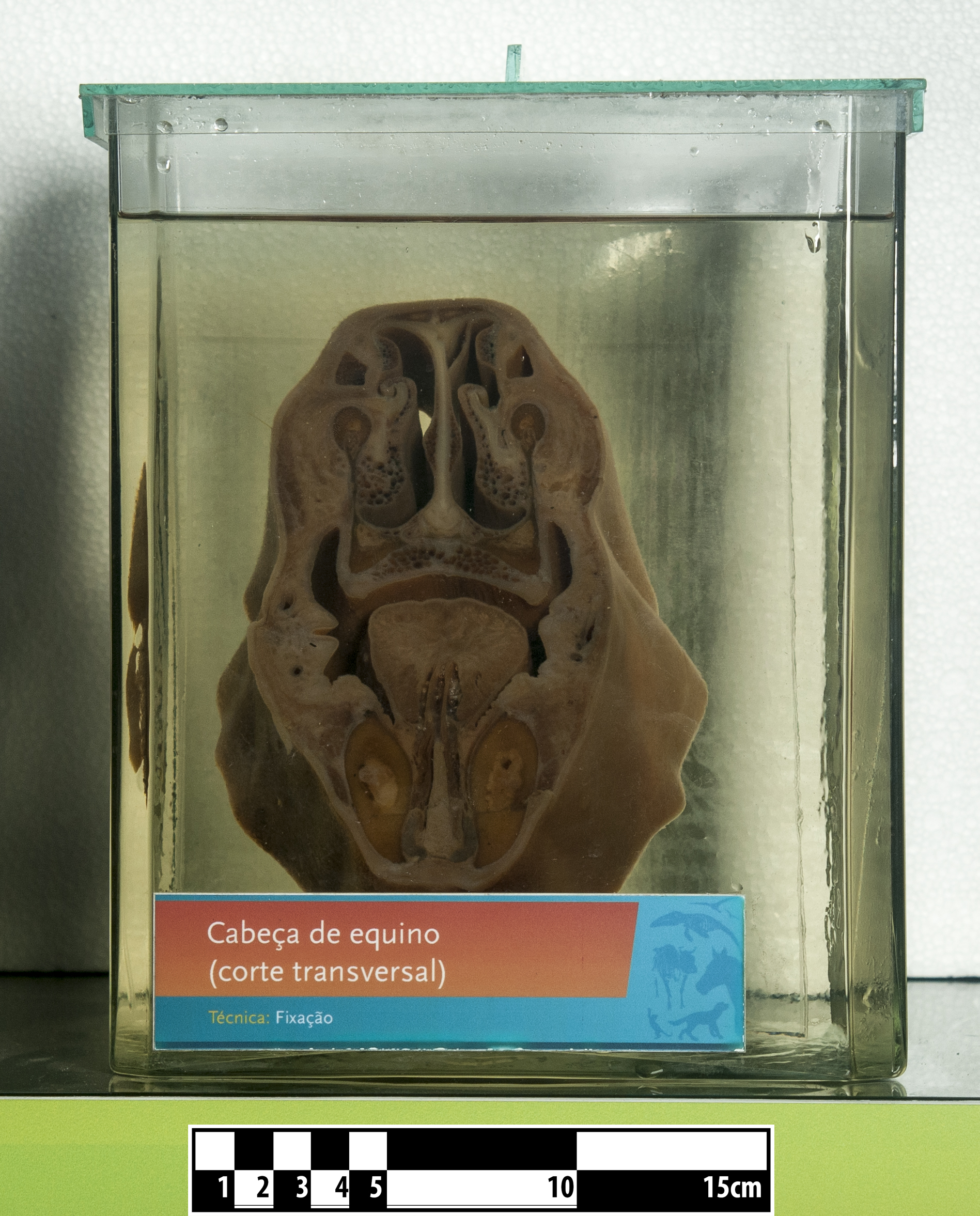
Corte transversal de una cabeza de caballo
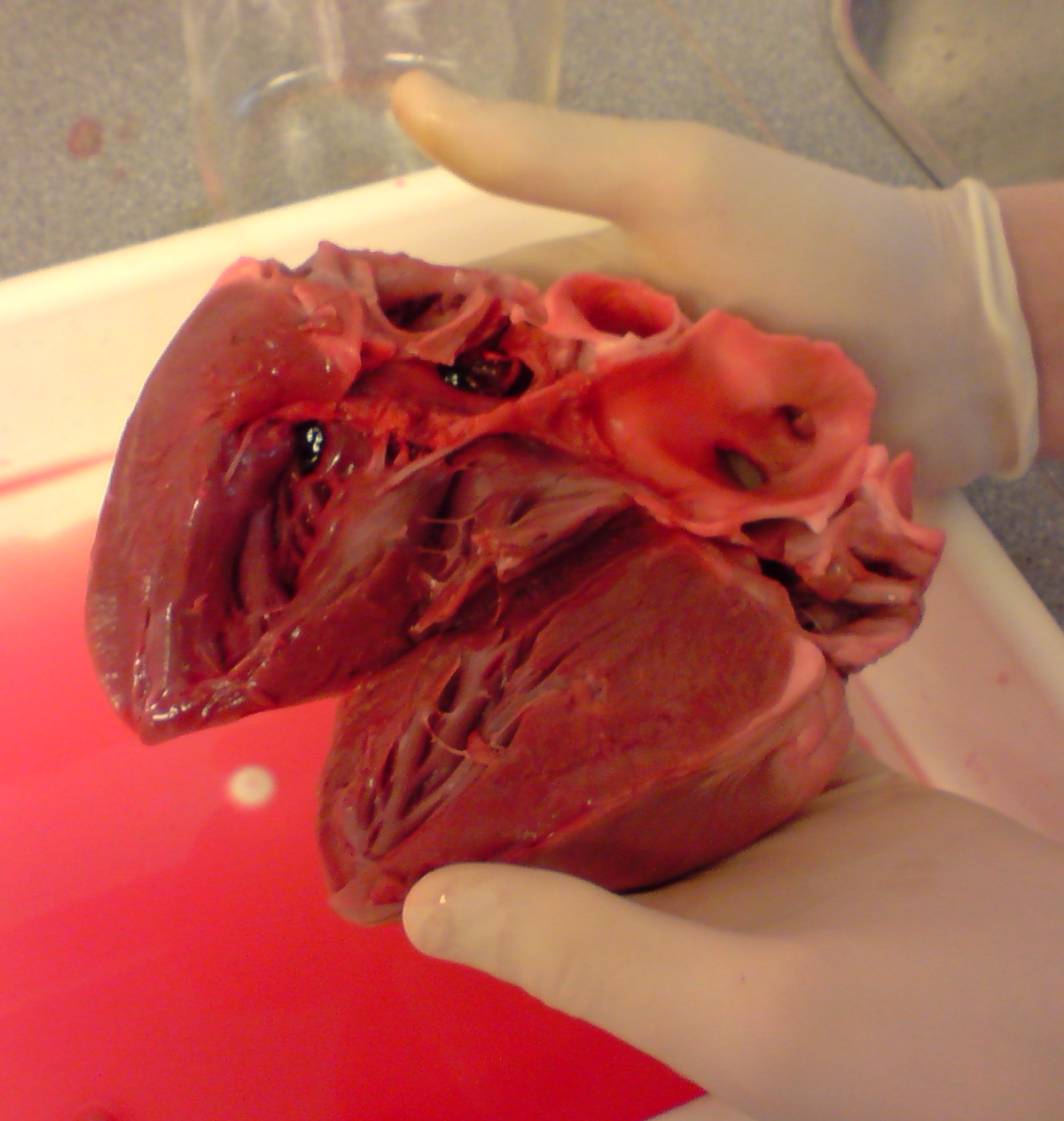
Corazón de cerdo disecado
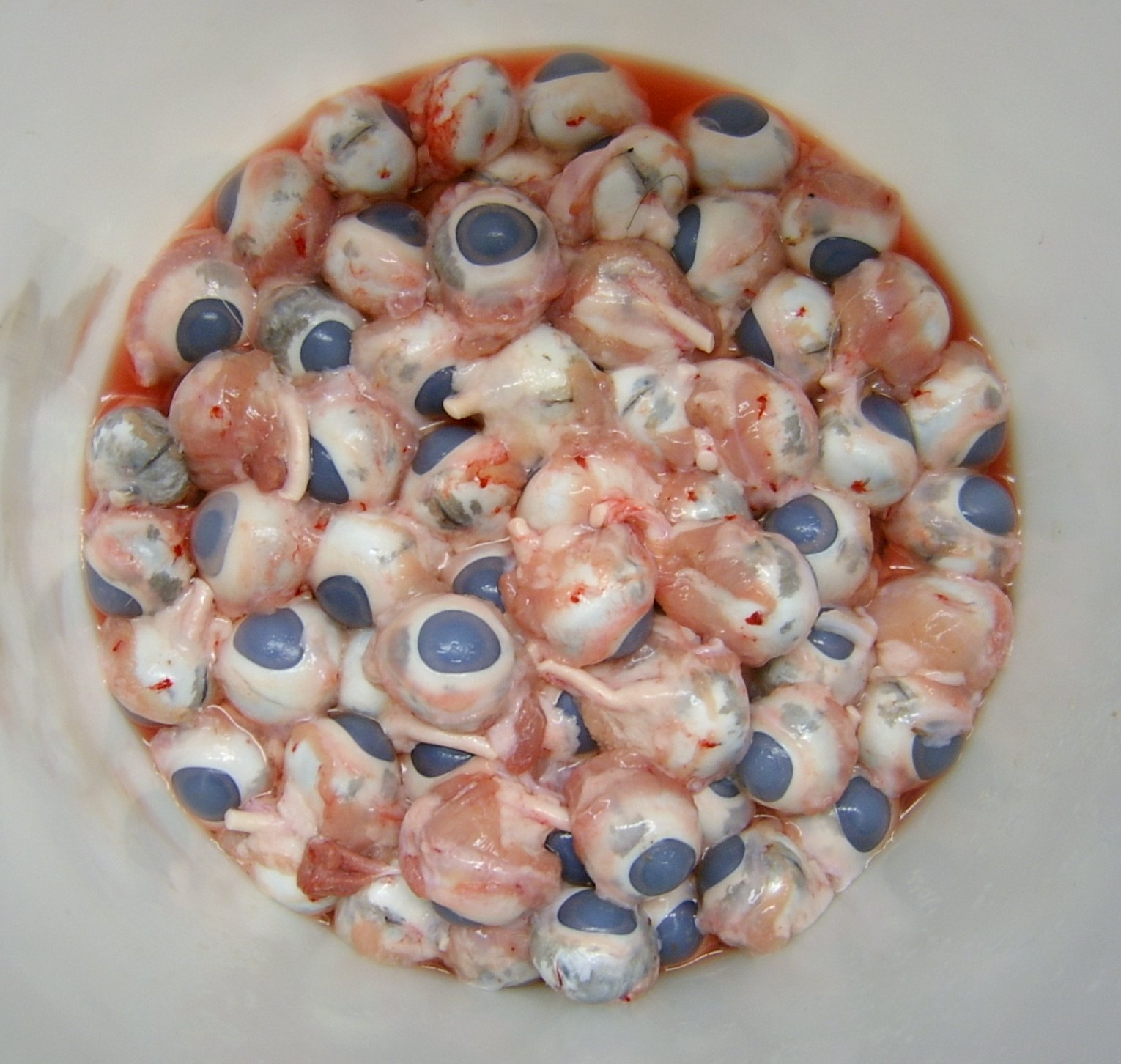
Ojos de cerdo
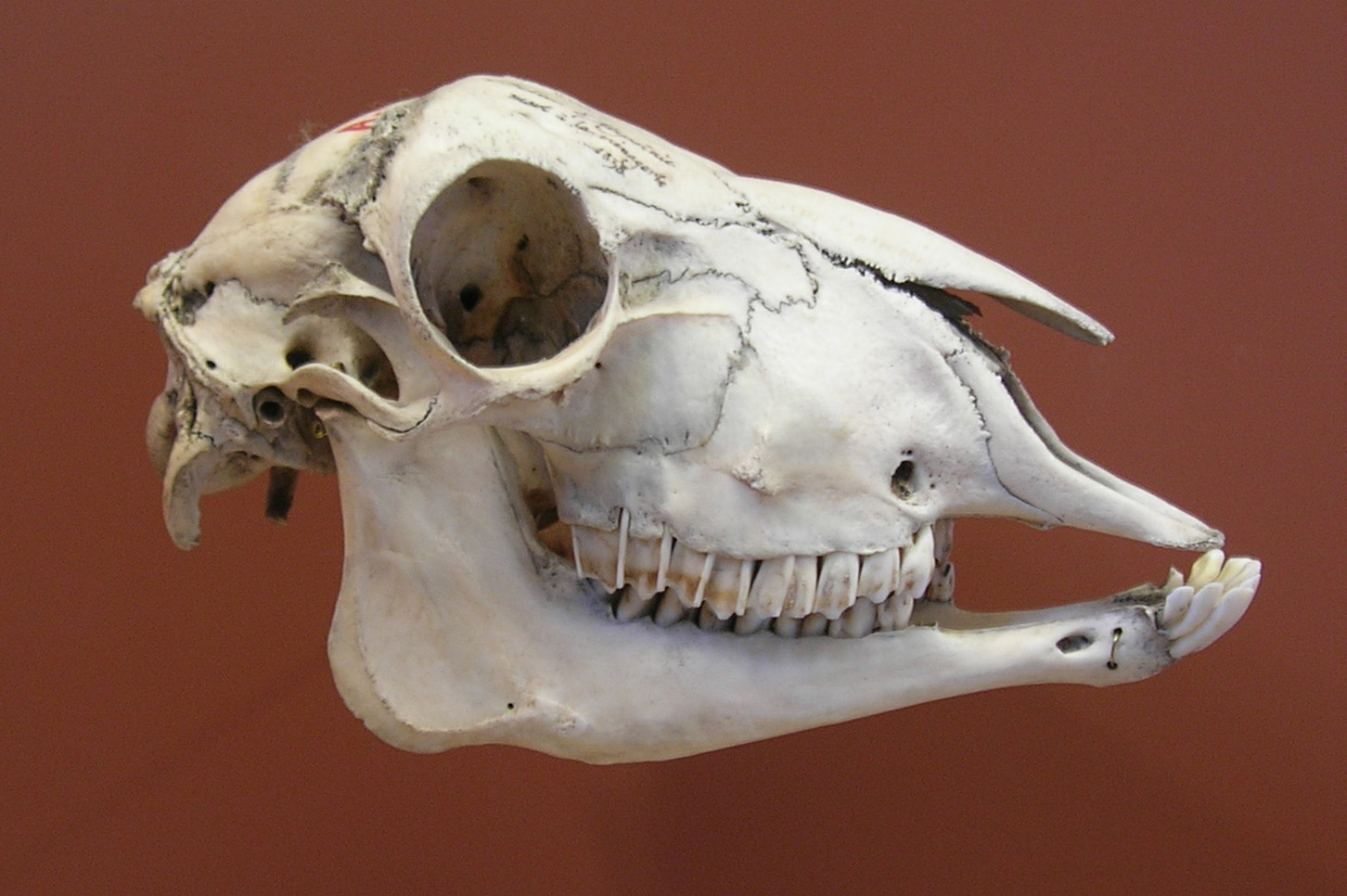
Cráneo de cordero
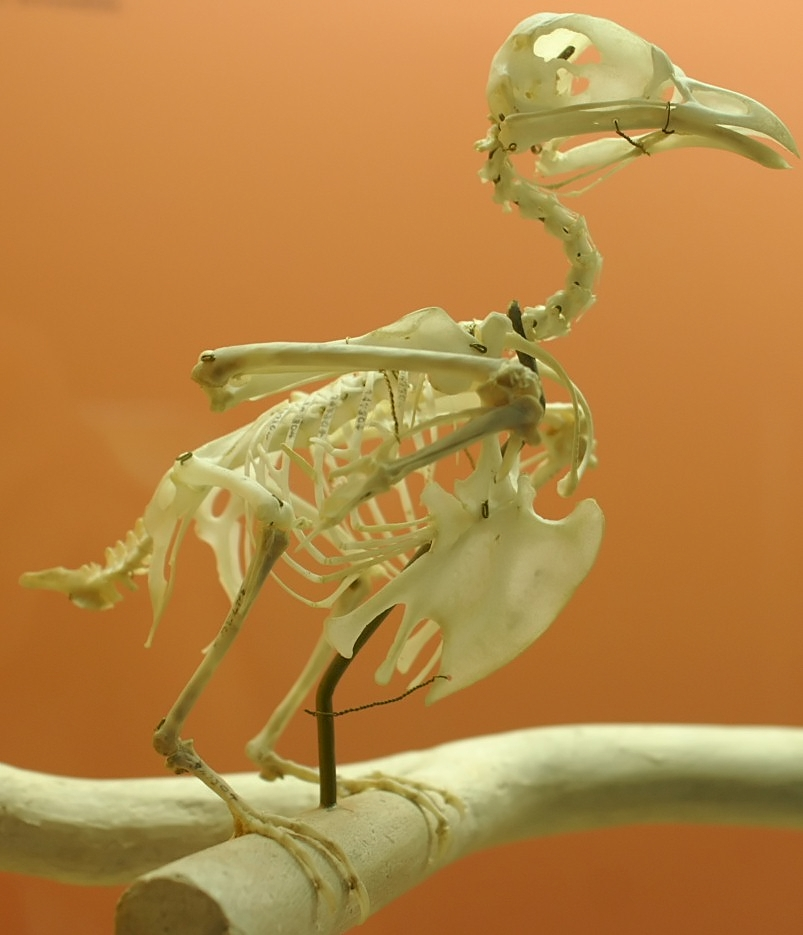
Esqueleto de un ave